# Грейси, Чарли
Ча́рли Гре́йси (Charlie Gracie, полное имя: Чарльз Энтони Грейси; 14 мая 1936, Филадельфия, Пенсильвания — 17 декабря 2022, Филадельфия, Пенсильвания) — американский музыкант, певец и гитарист, первая звезда филадельфийского рок-н-ролла. Грейси, один из первых регулярных участников телепрограммы American Bandstand, прославился хитом «Butterfly», поднявшимся в 1957 году на вершину Billboard Hot 100. Авторитетный музыкант в жанре рокабилли, Грейси имел серьёзную поддержку и в Великобритании: о его влиянии говорил, в частности, Пол Маккартни (записавший кавер на одну из его ранних песен, «Fabulous»), Джордж Харрисон, Вэн Моррисон и Грэм Нэш. Четыре сингла Грейси в 1957–1958 годах входили и в первую тридцатку UK Singles Chart.

## Биография
Чарльз Энтони Грейси (изначально фамилия писалась как англ. Graci) родился в 1936 году в южной части Филадельфии. С детства увлекался музыкой кантри и ритм-н-блюзом. В десятилетнем возрасте Чарли подарили  первую гитару, а уже в пятнадцать лет стал местной знаменитостью, регулярно выступая на теле- и радиоконкурсах, которые вёл джазмен Пол Уайтмен.

## Избранная дискография

### Синглы
- Butterfly (1957, UK #12)
- Fabulous (1957 UK #8)
- I Love You So Much It Hurts/Wanderin' Eyes (1957 #6)
- Cool Baby (1957 UK #26)

### Альбомы
- 1982 — Amazing Gracie (Charly Records)
- 1982 — Rockin Philadelphia (Magnum Force)
- 1999 — It’s Fabulous (Stompertime Records)
- 2001 — I’m All Right (Lanark Records)
- 2002 — Evening With Charlie Gracie (Rockstar Records)
- 2004 — Rockin' Italy (Rockhouse Records)
- 2007 — Gracie Swings Again… (Rhythm Bomb Records)
- 2008 — Cool Baby! (IM2 Records)[6]